# Prise de Tlemcen (1352)
Pour les articles homonymes, voir Prise de Tlemcen.
 (novembre 2021).
La prise de Tlemcen de 1352 oppose les forces mérinides menées par le sultan Abu Inan Faris, aux armées zianides d'Abou Saïd Uthman II. Elle entraine la capture de la ville par les Mérinides, et l'annexion totale du Royaume zianide pour la deuxième fois.

## Déroulement
Après sa victoire contre son père Abu al-Hasan, Abu Inan Faris désire reprendre les territoires perdus après la défaite de Kairouan, et la guerre civile avec son père. Il décide de reprendre Tlemcen, où la dynastie zianide s'est rétablie par l'intermédiaire d'Abou Saïd Uthman II en 1348.
En 1352, Abu Inan réunit une armée considérable comprenant des Mérinides zénètes, des Masmoudas, des Arabes et une milice chrétienne, et marche sur Tlemcen. Les Zianides se mobilisent et lèvent une armée zénèto-arabe divisée en deux corps, sous le commandement d'Abou Saïd Uthman II et son frère Abou Tabet. L'armée zianide s'avance à hauteur de la plaine de l'Angad, près d'Oujda, en attendant l'arrivée de l'armée mérinide. 
En juin 1352, les Mérinides arrivent dans les environs, et montent leurs tentes. Ils sont surpris par une attaque surprise des Zianides, mettant l'armée mérinide en débandade. L'intervention du sultan mérinide Abu Inan renverse le cours de la bataille, il réussit à réunir ses troupes et à contre-attaquer. Les Zianides sont surpris à leur tour, et complètement défaits. Le sultan zianide Abou Saïd Uthman II est fait prisonnier tandis qu'Abou Tabet réussit à fuir. L'armée mérinide poursuit les Zianides jusqu'à Tlemcen, puis s'en empare. Le sultan zianide Abou Saïd Uthman II est exécuté, tandis qu'Abou Tabet se réfugie chez les Maghraouas.

## Conséquences
Abu Inan Faris maître de Tlemcen, envoie son vizir Farès ben Oudrar attaquer Abou Tabet chez les Maghraouas du Chélif. La bataille tourne à l'avantage des Mérinides qui capturent Abou Tabet et plusieurs membres de sa famille, qui sont exécutés. Seul le prince Abou Hammou parvient à se réfugier à Tunis, chez les Hafsides. Les Mérinides continuent leur conquête et s'emparent d'Alger puis Médea. Le Royaume zianide est donc entièrement annexée pour la deuxième fois par les Mérinides.

## Sources

### Sources bibliographiques
1. 1 2 3 4  Hamet 1923, p. 194
2. ↑  al-Nasiri 1934, p. 294
3. 1 2 3 4  Hamet 1923, p. 195
4. ↑  Laroui 2005, p. 207
5. ↑  Encyclopédie berbère 2008, p. 89
6. ↑  Documents pour servir à l'étude du Nord Ouest africain 1894, p. 10

#### Francophone
- Ahmed ben Khâled Ennâsiri Esslâoui. (trad. de l'arabe par Ismaël Hamet), Kitâb Elistiqsâ li-Akhbâri doual Elmâgrib Elaqsâ [« Le livre de la recherche approfondie des événements des dynasties de l'extrême Magrib »], vol. XXXIII : Les Mérinides, Paris, Librairie Honoré Champion, coll. « Archives marocaines », 1934 (lire en ligne)
- Ismaël Hamet, Histoire du Maghreb : cours professé à l'Institut des hautes études marocaines, E. Leroux (Paris), 1923, 501 p. (lire en ligne)
- Maximilien Antoine Cyprien Henri Poisson de La Martinière, Napoléon Lacroix, Documents pour servir à l'étude du Nord Ouest africain, Gouvernement général de l'Algérie, Service des affaires indigènes, 1894, 1143 p. (lire en ligne)
- Encyclopédie berbère : Volume 1, EDISUD, 2008

#### Anglophone
- (en) Abdallah Laroui, Histoire du Maghreb : cours professé à l'Institut des hautes études marocaines, Princeton University Press, 2005, 442 p. (lire en ligne)